# 沃索 (威斯康辛州)
沃索（英語：Wassau）是一個位於美國威斯康辛州馬拉松縣的城市。同時該地也是馬拉松縣的縣治。

## 地方資料
沃索的座標為44°57′00″N 89°38′00″W / 44.95000°N 89.63333°W，而該地的海拔高度為368米（即1207英尺）。根據2020年美國人口普查，該地共人口39994人，而該地的面積約為52.66平方千米。